# Sibianor kochiensis
Sibianor kochiensis är en spindelart som först beskrevs av Bohdanowicz, Prószynski 1987.  Sibianor kochiensis ingår i släktet Sibianor och familjen hoppspindlar. Inga underarter finns listade i Catalogue of Life.